# Porgy and Bess (Ella-Fitzgerald-und-Louis-Armstrong-Album)
Porgy and Bess ist ein Studioalbum des Jazzsängers und Trompeters Louis Armstrong und der Sängerin Ella Fitzgerald, das 1959 bei Verve Records als Doppelalbum erschien. Es enthält Ausschnitte aus der George-Gershwin-Oper Porgy and Bess. Die Orchesterarrangements stammen von Russell Garcia.

## Hintergrund
Die Aufnahmen für das Album Porgy and Bess entstanden bereits am 18. und 19. August sowie am 14. Oktober 1957 in Los Angeles. Es ist das dritte und letzte Album des Paares für das Label. Russell Garcia hatte bereits 1956 die Jazz-Vokalaufnahme The Complete Porgy and Bess arrangiert. In der Ouvertüre wird entsprechend der Konvention nicht gesungen. In den Songs I Wants to Stay Here und My Man’s Gone Now singt ausschließlich Fitzgerald. 
1959 kam eine von Samuel Goldwyn produzierte und von Otto Preminger inszenierte Verfilmung von Porgy and Bess im großen Stil in die Kinos. Zeitgleich mit dem Film wurden zahlreiche Jazz- und Gesangsversionen des Werks auf Schallplatten veröffentlicht, darunter die von Fitzgerald und Armstrong sowie die Zusammenarbeit von Miles Davis und Gil Evans. Porgy and Bess von Fitzgerald und Armstrong ist auch Teil des 1997 auf Verve erschienenen Sets The Complete Ella Fitzgerald & Louis Armstrong.

## Titelliste
1. Overture (George Gershwin; Ira Gershwin and DuBose Heyward) – 10:52
2. Summertime (DuBose Heyward) – 4:58
3. I Wants to Stay Here (George Gershwin; Ira Gershwin and DuBose Heyward) – 4:38
4. My Man’s Gone Now (DuBose Heyward) – 4:02
5. I Got Plenty O‘ Nuttin (George Gershwin; Ira Gershwin and DuBose Heyward) – 3:52
6. Buzzard Song (DuBose Heyward) – 2:58
7. Bess, You Is My Woman Now (George Gershwin; Ira Gershwin and DuBose Heyward) – 5:28
8. It Ain’t Necessarily So (Ira Gershwin) – 6:34
9. What You Want Wid Bess? (DuBose Heyward) – 1:59
10. A Woman Is a Sometime Thing (DuBose Heyward) – 4:47
11. Oh, Doctor Jesus (George Gershwin; Ira Gershwin and DuBose Heyward) – 2:00
12. Here Come de Honey Man / Crab Man / Oh, Dey’s So Fresh and Fine (DuBose Heyward) – 3:29
13. There’s a Boat Dat’s Leavin Soon for New York (Ira Gershwin) – 4:54
14. Bess, Oh Where’s My Bess? (Ira Gershwin) – 2:36
15. Oh Lawd, I’m on My Way! (DuBose Heyward) – 2:57

## Rezeption

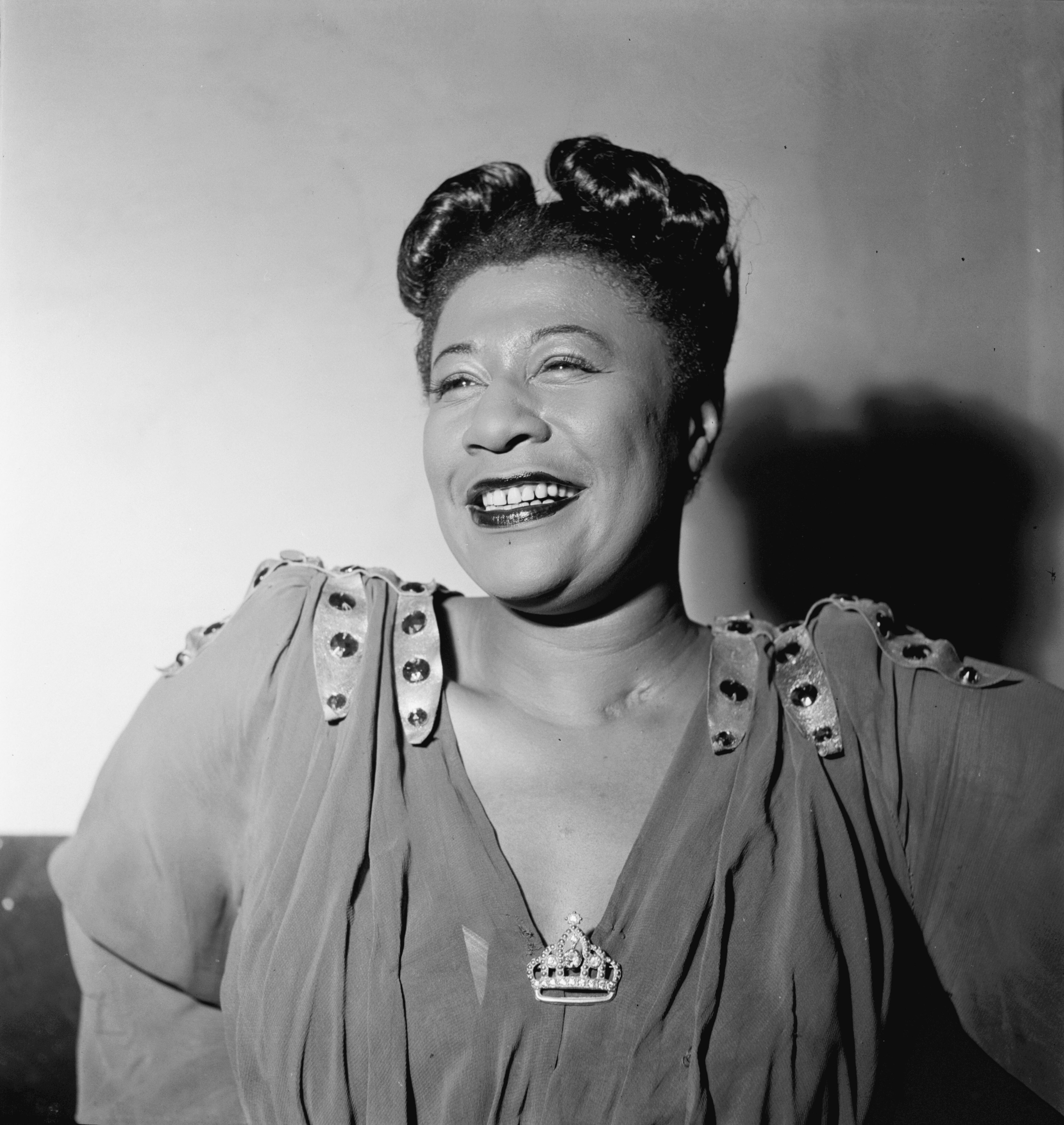
Ella Fitzgerald, November 1946.
Fotografie von William P. Gottlieb.

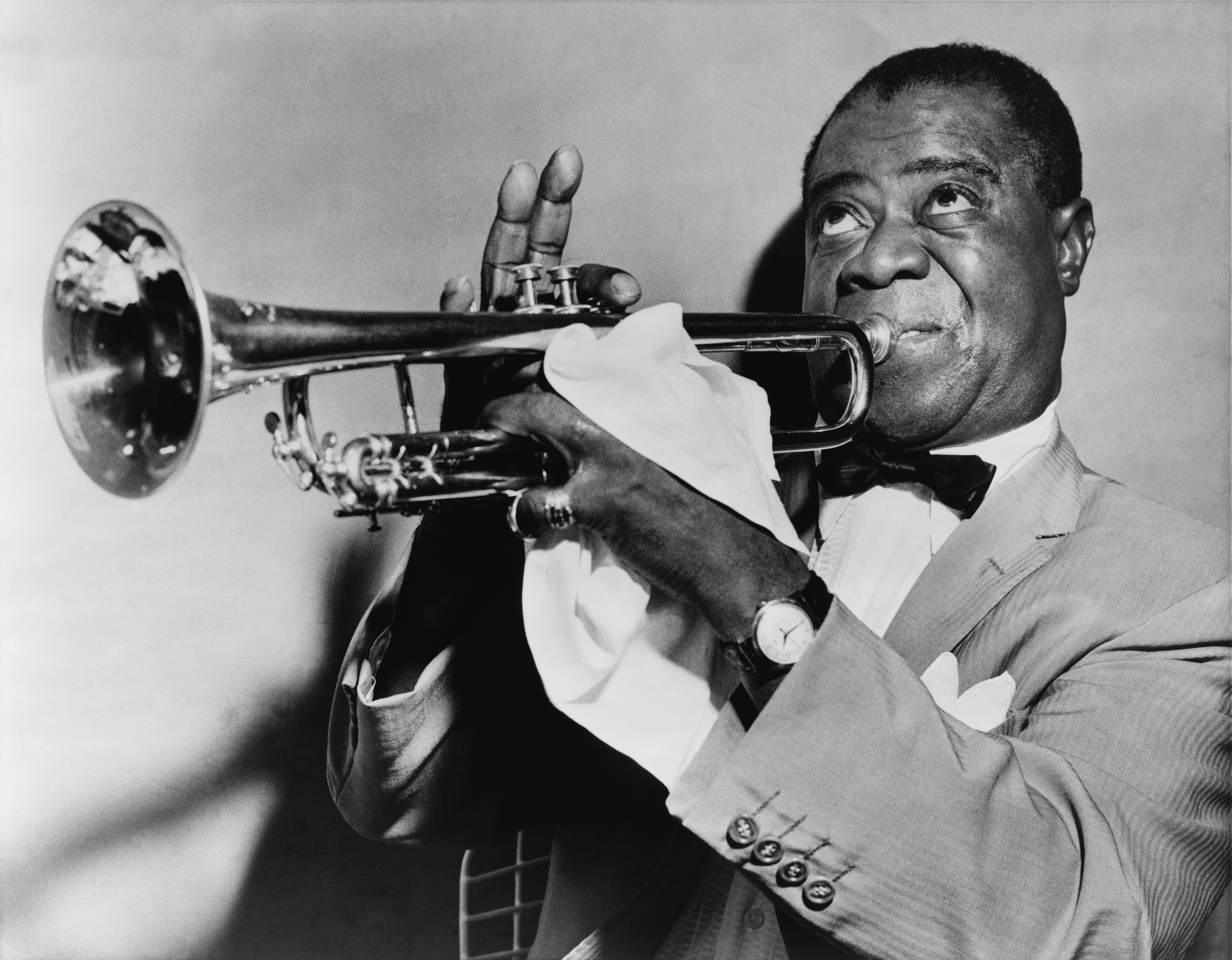
Louis Armstrong (1953)

Im Jahr 2001 wurde Porgy and Bess mit einem Grammy Hall of Fame Award ausgezeichnet. Das Album gilt als die musikalisch erfolgreichste unter den Jazz-Gesangsversionen der Oper. AllMusic bewertete das Album mit fünf Sternen; der Kritiker stellte Ella Fitzgerald heraus, die jede Arie mit entwaffnender Zartheit, klarer Intensität oder meist einer Mischung aus beidem singe. Ihre Interpretation des Buzzard Song sei ein aufregendes Beispiel für das theatralische Genie dieser Frau. Armstrong höre sich an, als hätte er jedes Duett wirklich genossen, und seine Trompetenarbeit (das sei nicht viel, weil dies ja keine Trompeter-Oper sei) sei gut.